# NGC 4311
NGC 4311 est une entrée du New General Catalogue qui concerne un corps céleste perdu, ou inexistant dans la Chevelure de Bérénice. Cet objet a été enregistré par l'astronome britannique John Herschel le 19 avril 1827.
Selon la base de données Simbad, les galaxies NGC 4310 et NGC 4311 sont une seule et même galaxie et NGC 4338 (NGC 4110 selon les autres sources) est la galaxie IC 3247. C'est la seule source à soutenir cela et cela semble incorrect.